# Grotesk Burlesk Tour
A Grotesk Burlesk Tour foi uma turnê da Banda Marilyn Manson em promoção do álbum The Golden Age of Grotesque(2003)que durou de 2003 à 2004. A turnê foi marcada pelo alto tom teatral das performances ao mesmo tempo em que se viam no palco elementos que evocavam o Kabarett Germânico e o Kunst, movimento cultural banido pelo regime Nazista.
A arte elaborada por Gottfried Helnwein apareceu na limpeza de palco da banda, e os membros começaram a aparecer tanto no palco e fora dele, em ternos de grife e com estrelas da moda.

## Formação Durante a Turnê

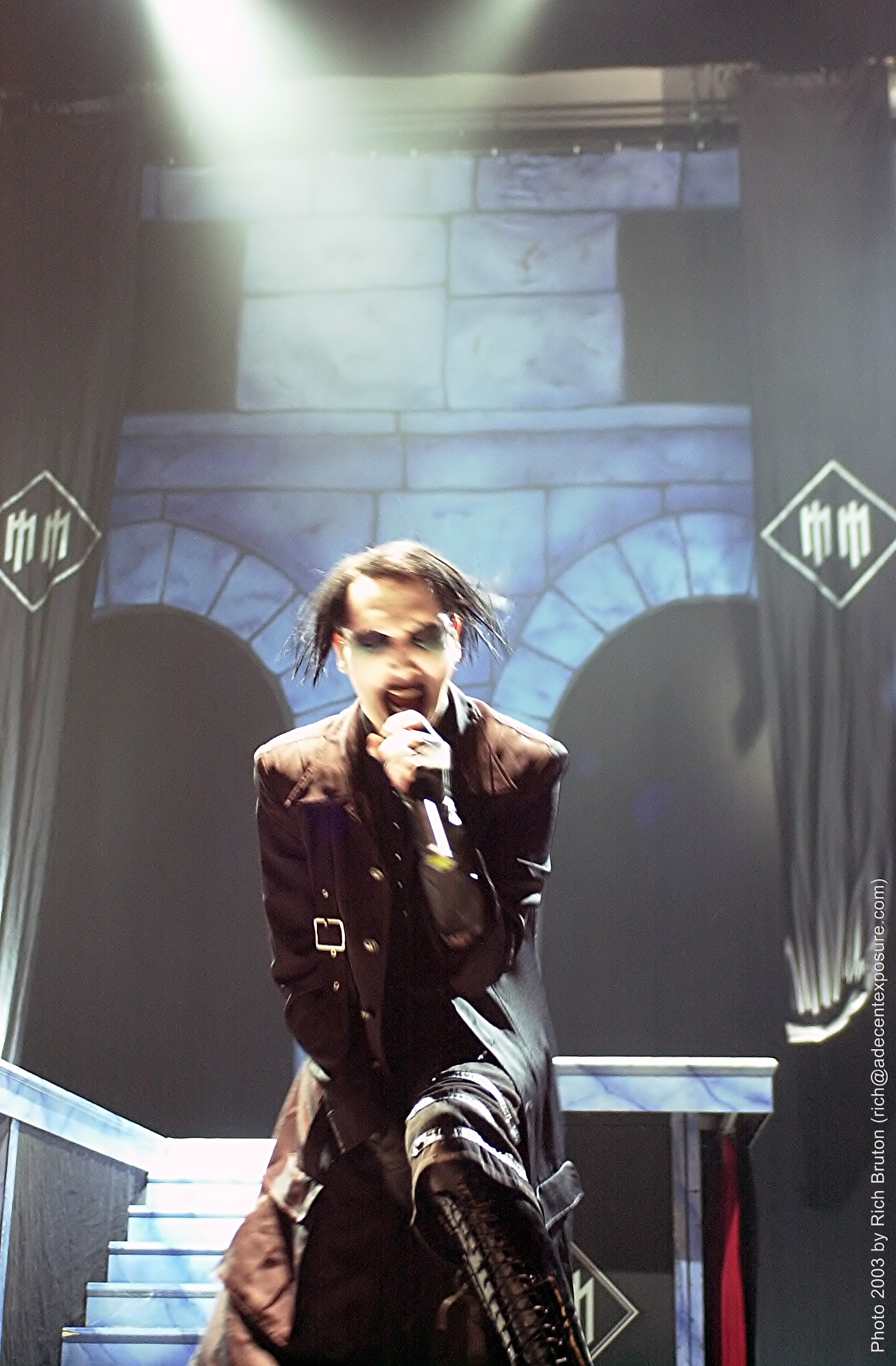
Manson performando This is The New Shit (2003).

Marilyn Manson - Vocalista
Tim Skold - Baixista
John 5 - Guitarrista
Madonna Wayne Gacy - Tecladista
Ginger Fish - Baterista